# Вуд, Уоррен
Уоррен Кеннет Вуд (англ. Warren Kenneth Wood; 27 апреля 1887, Чикаго, Иллинойс — 27 октября 1926, Пелем) — американский гольфист, чемпион летних Олимпийских игр 1904 года.
На Играх 1904 года в Сент-Луисе участвовал в двух турнирах. В командном он занял 10-е место, и в итоге его команда стала первой и выиграла золотые награды. В одиночном разряде он занял 11-е место в квалификации, но пройдя в плей-офф, закончил соревнование уже в первом раунде.